# سیدو شریف

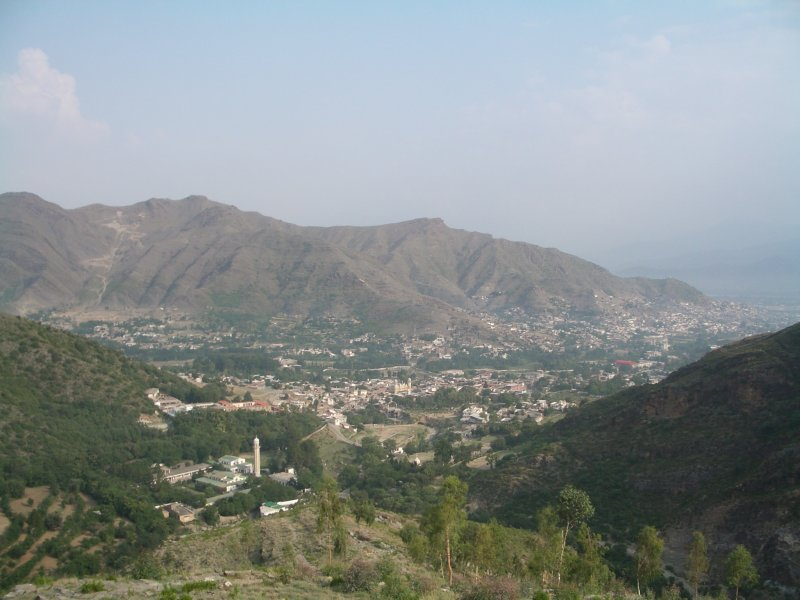
چشم‌انداز سیدوشریف و مینگوره در دره سوات.

سیدو شریف یکی از شهرهای شمالی پاکستان است.
این شهر مرکز بخش سوات در ایالت مرزی شمال غربی است و از زیباترین شهرهای این ایالت به‌شمار می‌آید.
شهر سیدو شریف در میان کوه‌ها و در سه کیلومتری شهر بزرگ‌تر مینگوره واقع شده‌است.
موزه سوات، کالج جهان‌زیب، بیمارستان مرکزی و بیمارستان سیدو در این شهر قرار دارند.
مقر خاندان پیشین حاکم بر سوات، یعنی خاندان میان‌گل که خود را والی می‌نامیدند در سیدو شریف است.